# Paars
Paars is een roodachtig blauwe (of blauwachtig rode) kleur waarvan de grenzen niet duidelijk vastliggen. De kleur die de meeste mensen paars zullen noemen ligt ergens tussen violet en magenta en is daarmee een extraspectrale kleur. Er is overlap met kleuren als lila (lichtpaars), roze en purper.

## Naam
Het woord paars gaat via het Oudfranse pers terug op het middeleeuws Latijnse woord persum, dat donkerblauwe stof (of kleur) betekent.
Veel mensen zullen bovenstaande kleur "paars" noemen.
Van magenta naar blauwviolet via heldere kleuren paars:
| FF00FF | EE00FF | CC00FF | AA00FF | 8800FF | 6600FF |

Magenta in aflopende intensiteit (donkerpaars):
| FF00FF | DD00DD | BB00BB | 990099 | 770077 |

## Gebruik en betekenis van de kleur paars
- In de Romeinse tijd was het dragen van paarse kleding voorbehouden aan de hogere standen. De paarse kleur werd gewonnen uit de purperslak, die hierdoor vrijwel uitgestorven is.
- Paars heeft als rooms-katholieke liturgische kleur een betekenis die samenhangt met boete doen en wordt gebruikt voor de advent en vasten oftewel veertigdagentijd (de tijd voor Pasen). Tegenwoordig[(sinds) wanneer?] wordt paars ook gebruikt voor begrafenissen.
- Licht paarse of roze kleuren staan in de tegenwoordige[(sinds) wanneer?] tijd voor vrouwelijkheid.
- In de Nederlandse politiek heeft paars een speciale bijbetekenis gekregen, in de vorm van twee paarse kabinetten bestaande uit liberalen (VVD) met de kleur blauw als symbool en de socialisten (PvdA) met de kleur rood als symbool. Van deze kabinetten maakte ook D66 deel uit. In België was een vergelijkbaar 'paars' van 1999 tot 2007 aan de macht, tot 2003 ook als 'paars-groen', omdat de milieupartijen Agalev en Ecolo deelnamen aan de regering.
- De kleur paars wordt ook wel gezien als een symbool voor passie, inventiviteit, inspiratie, originaliteit en spiritualiteit.

primaire kleur · secundaire kleur · tertiaire kleur · complementaire kleur · kleurencirkel · partitieve kleurmenging · kleurcontrast · kleurtemperatuur

kleurcodering · kleurruimte · CIELAB · CMYK · HSL/HLS · HSV/HSB · HTML-kleuren · NCS · Pantone PMS · RAL · RGB · YIQ · YUV · YPbPr